# Národní park Ordesa y Monte Perdido
Národní park Ordesa y Monte Perdido je jedním z nejstarších národních parků ve Španělsku. Leží v Pyrenejích při francouzských hranic v provincii Huesca. Vzdušnou čarou je vzdálen přibližně 240 km na východ od Bilbaa a taktéž 240 km západně od Barcelony. Má rozlohu 155 km², za státní hranicí na něj navazuje francouzský Národní park Pyreneje.
Chráněné území zde bylo vyhlášeno roku 1918, následná reklasifikace a rozšíření parku do dnešní podoby proběhlo v roce 1982. Národní park je zároveň i biosférickou rezervací, ptačí oblastí a světovým přírodním dědictvím UNESCO. V současnosti správu národní parku zajišťuje Departamento de Agricultura, Ganadería y Medio Ambiente de la Diputación General de Aragón.
Dominantou parku je vrchol Monte Perdida (3354 m). Mezi zdejší faunou vyniká zvlaštní vychuchol pyrenejský, drobný hmyzožravec, který připomíná krtka. Má dlouhý ocas jako potkan. Rostlinnými endemiti parku jsou orlíček pyrenejský a lomikámen.

## Fotogalerie

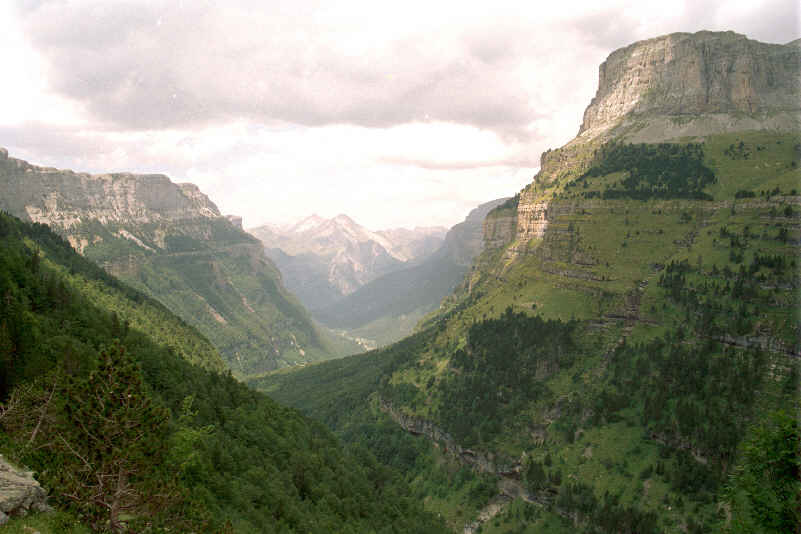
Údolí Ordesa
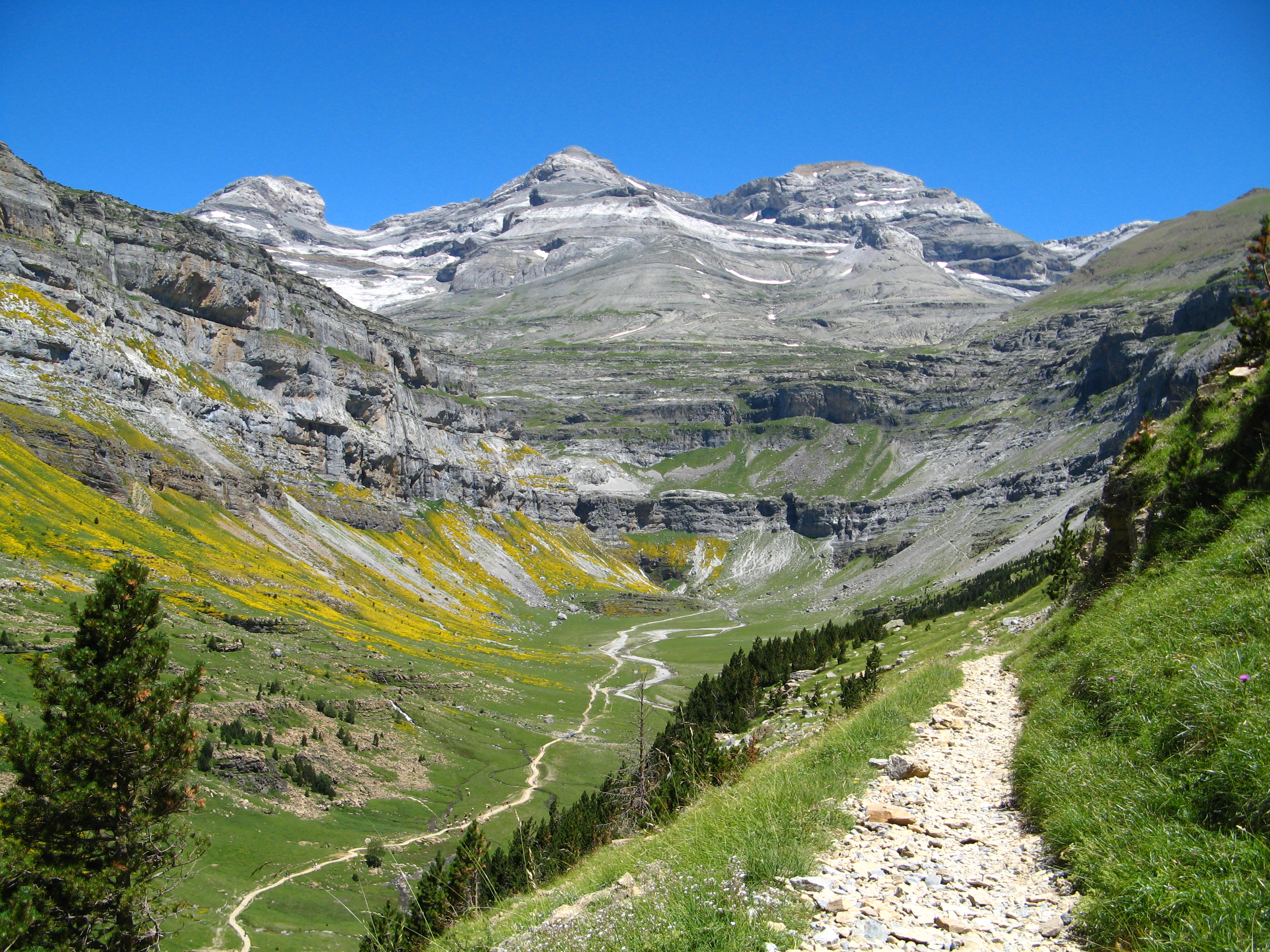
Monte Perdido
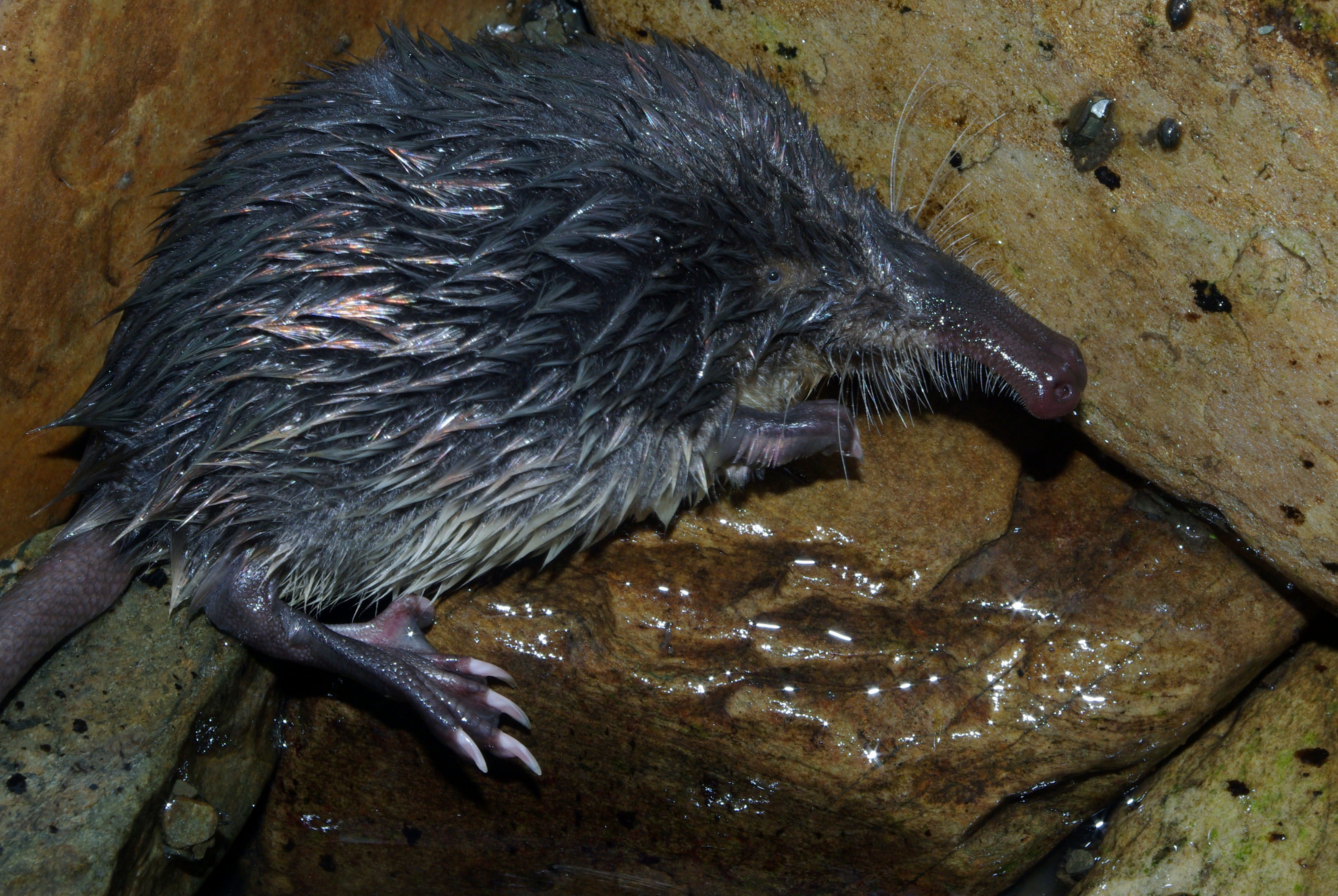
Vychuchol pyrenejský
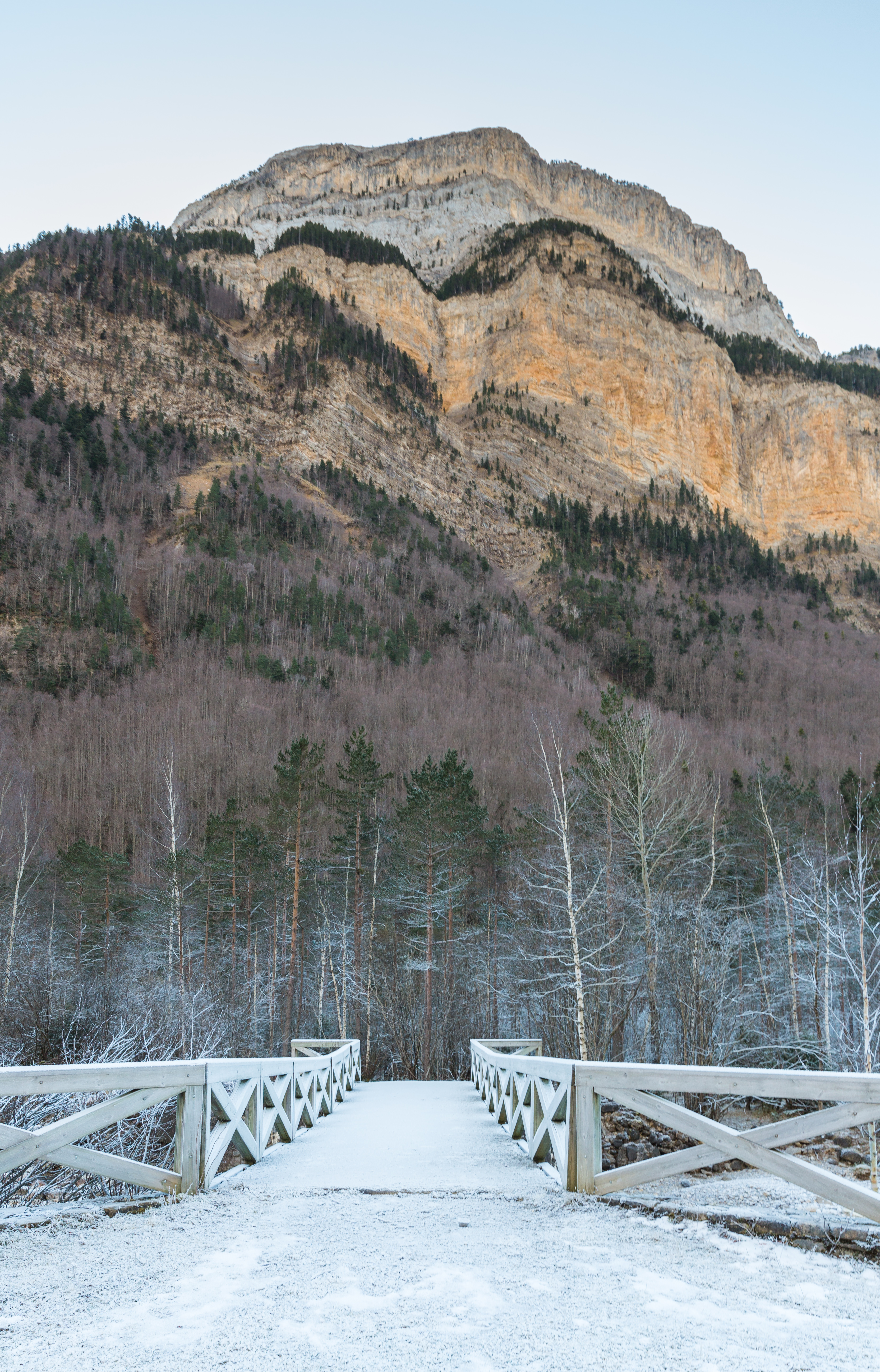
Zimní panorama
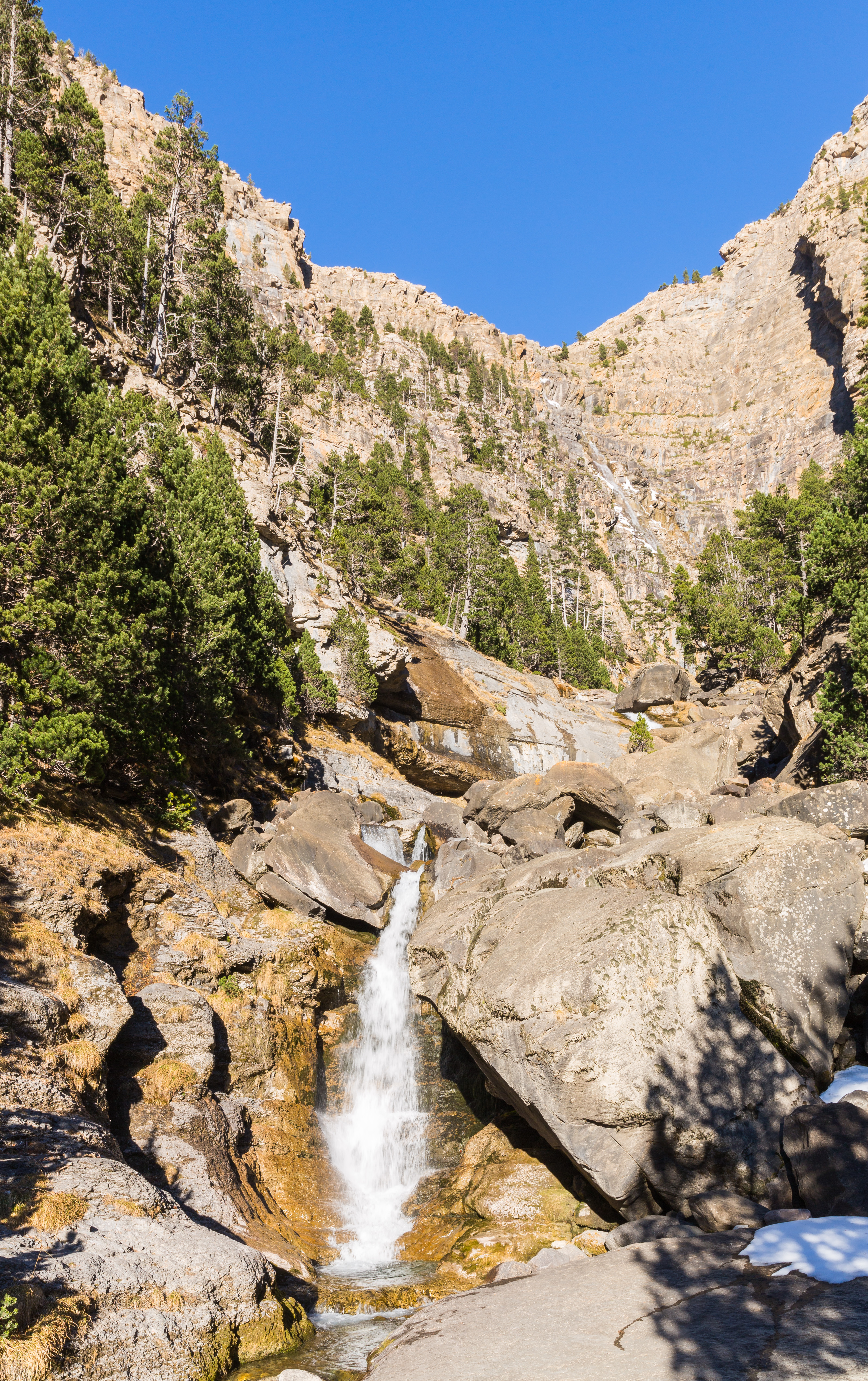
Cotatuero
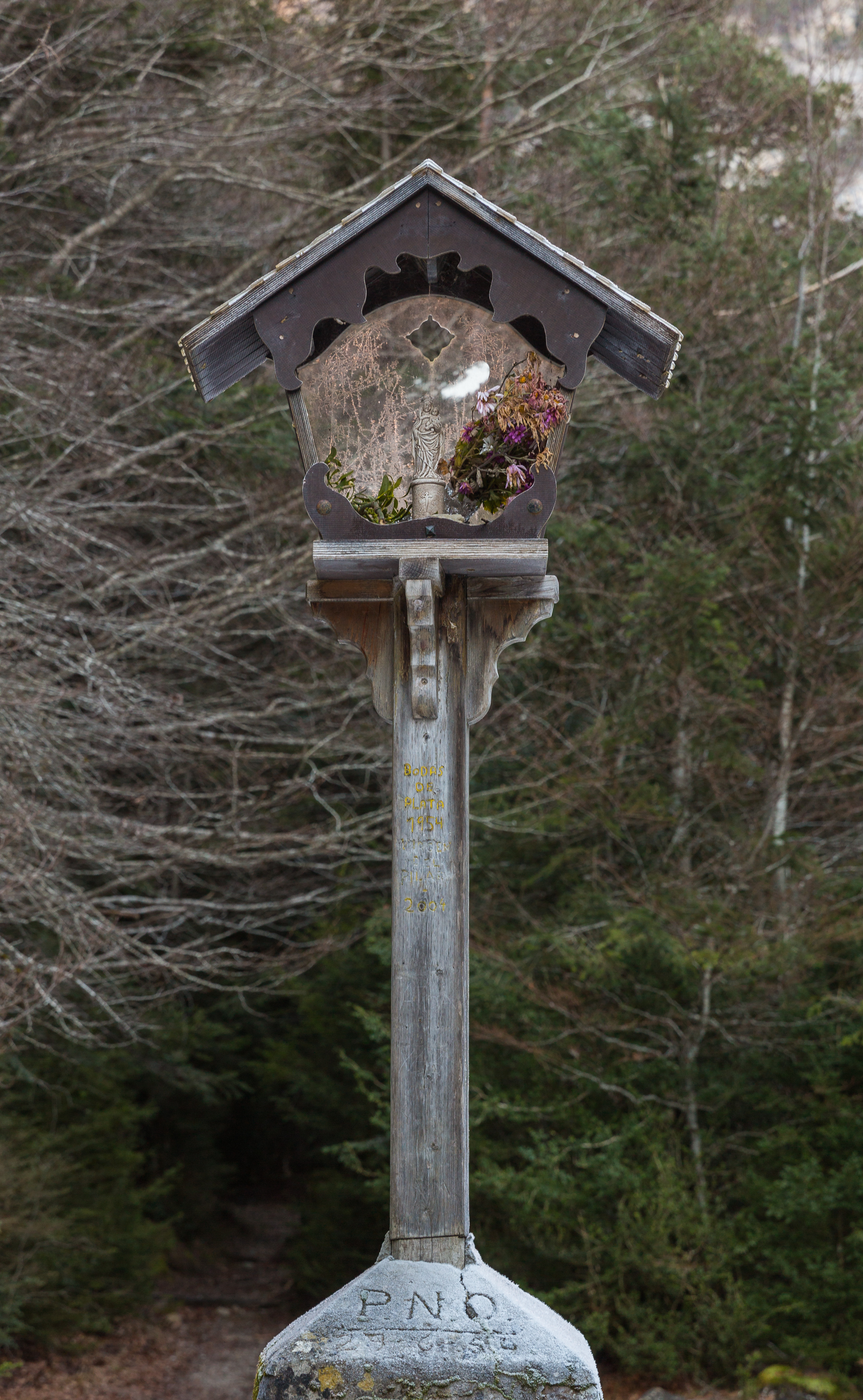
Obraz Panny Marie